# Lectura a primera vista

El descans de Caravaggio en la fugida a Egipte (1594–96)

En música, la lectura a la vista, lectura a primera vista o prima vista (italià que significa "a primera vista"), és la pràctica de llegir i interpretar una peça de cançó en una notació musical que l'intèrpret no ha vist ni aprés abans. El cant a la vista s'utilitza per descriure un cantant que llegeix la vista. Les dues activitats requereixen que el músic toqui o canti els ritmes i els tocs notats.

## Terminologia

### Lectura a la vista
Les persones de la literatura musical solen utilitzar el terme "lectura a la vista" genèricament per "la capacitat de llegir i produir música a primera vista tant instrumental com vocal […] per convertir la informació musical de la vista al so". Udtaisuk i alguns altres autors prefereixen l'ús dels termes més específics "joc a la vista" i "cant a la vista" si escau. Aquesta diferenciació deixa un tercer ús més restringit del terme "lectura visual" per a la lectura silenciosa de la música sense crear so per instrument o veu.
Els músics altament qualificats poden llegir a la vista silenciosament ; és a dir, poden mirar la música impresa i sentir-la al cap sense tocar ni cantar (vegeu audiació). Els lectors de visió menys capaços han de, com a mínim, fer almenys un xiulet o xiulet per poder llegir eficaçment. Aquesta distinció és anàloga a la lectura en prosa ordinària a l'antiguitat tardana, quan la capacitat de llegir en silenci era prou notable perquè Agustí d'Hipona el pogués comentar.
També s'utilitza el terme a prima vista, ja que les paraules i frases italianes s'utilitzen habitualment en música i notació musical. Tocar una peça musical a primera vista significa tocar-la “a primera vista”. Segons Payne, "la capacitat d'escoltar les notes a la pàgina és clarament similar a la lectura de música i s'ha de considerar un requisit previ per a una interpretació efectiva. Es poden produir errors greus quan un estudiant, en analitzar una peça musical, no fa cap esforç per tocar o escoltar la composició, sinó que processa mecànicament les notes de la pàgina ".
La capacitat de llegir a la vista és important per a tots els músics , fins i tot intèrprets aficionats, però amb músics d'orquestra professionals, músics clàssics, membres del cor i músics de sessió, és una habilitat essencial. a l'escola de música es sol requerir lectura a la vista com a part d'una audició o un examen.

### Transposició de la vista
Alguns músics poden transposar la música durant la interpretació per adaptar-se a instruments o àmbits vocals concrets, per facilitar el joc dels instruments o el cant, o per a diversos usos. Per transposar instruments com els clarinets, les trompetes, els saxòfons i altres, la transposició és una habilitat necessària; per a tots els músics, és útil. 

### Sight-playing
Segons Udtaisuk, "molts [autors] utilitzen el terme lectura a la vista per a la interpretació instrumental de lectura a la vista". Tanmateix, Udtaisuk i alguns altres autors utilitzen el terme més descriptiu "sightplaying" (o "joc de visió") per a la lectura instrumental de la vista, perquè el joc de visió combina dos conjunts d'habilitats únics: la lectura musical i la creació musical.

### Cant a la vista
Alguns autors, segons Udtaisuk, utilitzen el terme "cant a la vista" per a la lectura vocal a la vista. Igual que amb el joc a la vista, Udtaisuk defensa i utilitza el terme més descriptiu "sightsinging" per a la lectura vocal a la vista perquè el cant a la vista combina habilitats per llegir i cantar.

## Psicologia
La capacitat de llegir a la vista depèn en part d'una forta memòria musical a curt termini. Un experiment sobre la lectura a la vista mitjançant un rastrejador d'ulls indica que els músics altament qualificats tendeixen a mirar més endavant en la música, emmagatzemant i processant les notes fins que es toquen; això es coneix com el tram ull-mà.
L'emmagatzematge d'informació notacional a la memòria de treball es pot expressar en termes de la quantitat d'informació (càrrega) i del temps durant el qual s'ha de conservar abans de reproduir-la (latència). La relació entre la càrrega i la latència canvia segons el tempo, de manera que t = x / y, on t és el canvi de tempo, x és el canvi de càrrega i y és el canvi de latència. Alguns professors i investigadors han proposat que la distància entre els ulls i les mans es pugui formar per ser més gran del que seria en condicions normals, cosa que conduiria a una capacitat de lectura visual més robusta.
La memòria humana es pot dividir en tres grans categories: memòria a llarg termini, memòria sensorial i memòria a curt termini (de treball). Segons la definició formal, la memòria de treball és "un sistema per emmagatzemar i gestionar temporalment la informació necessària per dur a terme tasques cognitives complexes com l'aprenentatge, el raonament i la comprensió". La característica primordial que distingeix la memòria de treball de la memòria a llarg termini i sensorial és la capacitat d'aquest sistema per processar i emmagatzemar informació simultàniament. El coneixement té el que s'anomena "capacitat limitada", de manera que només hi ha una certa quantitat d'informació que es pot emmagatzemar i és fàcilment accessible només durant una petita finestra de temps després d'haver estat processada, amb un bloc de temps de recuperació d'aproximadament de quinze segons a un minut.
George Armitage Miller va dur a terme experiments el 1956 que indicaven que "el nombre més habitual d'elements que es poden emmagatzemar a la memòria de treball són cinc més o menys dos". Tanmateix, si aquesta informació no es conserva i no s'emmagatzema ("consolida") a la memòria a llarg termini, s'esvairà ràpidament.
Les investigacions indiquen que l'àrea principal del cervell associada a la memòria de treball és al còrtex prefrontal. L'escorça prefrontal es troba al lòbul frontal del cervell. Aquesta àrea tracta de la cognició i conté dos grans bucles o vies neuronals que són centrals per processar tasques mitjançant la memòria de treball: el bucle visual, necessari per al component visual de la tasca, i el bucle fonològic, que tracta els aspectes lingüístics. de la tasca (és a dir, repetir la paraula o frase). Tot i que l'hipocamp, al lòbul temporal, és l'estructura cerebral més sovint emparellada amb els records, els estudis han indicat que el seu paper és més vital per a la consolidació de les memòries a curt termini en memòries a llarg termini que la capacitat de processar, dur a terme, i recorda breument algunes tasques.
Aquest tipus de memòria s'ha centrat específicament en discutir la lectura a la vista, ja que el procés de mirar notes musicals per primera vegada i desxifrar-les mentre toca un instrument es pot considerar una tasca complexa de comprensió. La principal conclusió en termes d'aquesta idea és que la memòria de treball, la capacitat de memòria a curt termini i la velocitat mental són tres predictors importants per assolir la lectura a la vista. Tot i que cap dels estudis desacredita la correlació entre la quantitat de temps que es dedica a practicar i la capacitat musical, específicament el domini de la lectura a la vista, hi ha més estudis que apunten al nivell en què la memòria de treball de les persones funciona com el factor clau en les habilitats de lectura a la vista. Com es va afirmar en un d'aquests estudis, "la capacitat de memòria de treball també va contribuir estadísticament significativament (al voltant del 7 per cent, un efecte de mida mitjana). En altres paraules, si prenguéssiu dos pianistes amb la mateixa quantitat de pràctica, però amb diferents nivells de capacitat de memòria de treball, és probable que el que tingui més capacitat de memòria de treball hagués tingut un rendiment considerablement millor en la tasca de lectura a la vista ".
Basat en la investigació i les opinions de diversos músics i científics, el missatge que es porta a casa sobre la capacitat de lectura de la vista i la capacitat de memòria de treball sembla que "Els millors lectors de visió combinaven records de treball forts amb desenes de milers d'hores de pràctica".
La lectura a la vista també depèn de la familiaritat amb l'idioma musical que s'està interpretant; això permet al lector reconèixer i processar patrons freqüents de notes com una sola unitat, en lloc de notes individuals, aconseguint així una major eficiència. Aquest fenomen, que també s'aplica a la lectura del llenguatge, es coneix com a tros. Els errors de lectura a la vista tendeixen a produir-se en llocs on la música conté seqüències inesperades o inusuals; aquests derroten l'estratègia de "llegir per expectativa" que normalment utilitzen els lectors de visió.

## Ús professional
Els músics d' estudi (per exemple, els músics emprats per gravar peces per a la publicitat, etc.) solen gravar peces a la primera presa sense haver-les vist abans. Sovint, la música que es reprodueix a la Televisió la toquen músics que estan llegint a la vista. Aquesta pràctica s'ha desenvolupat a través d'una intensa competència comercial en aquestes indústries.
Kevin McNerney, músic de jazz, professor i instructor particular, descriu les audicions de les bandes de laboratori de jazz de la Universitat del Nord de Texas com a pràcticament completament basades en la lectura a la vista: cadascun amb una peça musical en estils diferents. A continuació, se us demana que llegiu cada peça successivament."
Aquest èmfasi en la lectura a la vista, segons McNerney, prepara els músics per al treball d'estudi "tocant pistes per a intèrprets de pop o gravant [anuncis]". Les despeses de l'estudi, els músics i els tècnics fan que les habilitats de lectura a vista siguin essencials. Normalment, una actuació d'estudi "s'assaiga" només una vegada per comprovar si hi ha errors de còpia abans de gravar la pista final. Moltes grans bandes professionals també llegeixen a la vista totes les actuacions en directe. Es coneixen com a "bandes d'assaig", tot i que la seva actuació és l'assaig.
Segons Frazier, la lectura de partitures és una habilitat important per a aquells que estiguin interessats en la professió d'orquestra i "Directors com el desaparegut Robert Shaw i Yoel Levi tenen unes habilitats de piano increïblement fortes i poden llegir a la vista partitures orquestrals completes al piano" (procés que requereix que el pianista faci una reducció instantània del piano de les parts clau de la partitura).

## Pedagogia
Tot i que el 86% dels professors de piano enquestats van qualificar la lectura a vista com l'habilitat més important o molt important, només el 7% d'ells va dir que s'hi ocupa de manera sistemàtica. Les raons esmentades van ser la manca de coneixement sobre com ensenyar-lo, la insuficiència dels materials de formació que utilitzen i la deficiència en les seves pròpies habilitats de lectura a la vista. Els professors també subratllen sovint la lectura assajada i la creació de repertoris per a recitals i audicions amb èxit en detriment de la lectura visual i altres habilitats funcionals.
Hardy va revisar la investigació sobre la pedagogia de la lectura a la vista del piano i va identificar una sèrie d'habilitats específiques essencials per al domini de la lectura a la vista:
- Fonaments tècnics en lectura i digitació
- Visualització de la topografia del teclat
- Instal·lació tàctil (psicomotricitat) i memòria
- Capacitat per llegir, reconèixer i recordar grups de notes (direccions, patrons, frases, acords, agrupacions rítmiques , temes, inversions, intervals, etc.))
- Capacitat per llegir i recordar abans de jugar amb fixacions progressives més àmplies
- Imatges sonores (el joc d'oïdes i el cant a la vista milloren la lectura a la vista)
- Capacitat per mantenir el pols bàsic, llegir i recordar el ritme
- Consciència i coneixement de l'estructura i la teoria de la música

Beauchamp (1999) identifica cinc blocs bàsics en el desenvolupament de les habilitats de lectura a la vista del piano:
1. Coneixement del Pentagrama
2. Seguretat dins de les cinc posicions dels dits
3. Seguretat amb topografia de teclat
4. Seguretat amb patrons bàsics d'acompanyament
5. Comprensió dels principis bàsics de digitació

El coneixement del gran personal consisteix en la fluïdesa de les dues claus de manera que la lectura d'una nota evoca una resposta física automàtica i immediata a la posició adequada al teclat. Beauchamp afirma que és millor detectar i saber on és la nota que no pas la nota. L'intèrpret no té temps per pensar el nom de la nota i traduir-lo a una posició, i el nom de la nota no científica no indica l'octava a tocar. Beauchamp informa de l'èxit utilitzant un visualitzador de notes / tecles, targetes de lectura de notes i programes d'ordinador en pràctica grupal i individual per desenvolupar la fluïdesa del gran personal.
Udtaisuk també informa que el sentit de la geografia del teclat i la capacitat de relacionar de forma ràpida i eficient les notes amb les tecles del teclat són importants per a la lectura a la vista. Va trobar que "els programes d'ordinador i les targetes flash són maneres efectives d'ensenyar als estudiants a identificar notes [i] millorar el sentit de la geografia del teclat ressaltant les relacions entre el teclat i la notació impresa".
La majoria dels estudiants no llegeixen bé la vista perquè requereixen instruccions específiques, que poques vegades es donen. Un desafiament important en la instrucció de lectura a vista, segons Hardy, és obtenir prou material de pràctica. Com que practicar la lectura assajada no ajuda a millorar la lectura a la vista, un estudiant només pot utilitzar una peça pràctica una vegada. A més, el material ha de tenir el nivell de dificultat adequat per a cada estudiant i es prefereix una varietat d'estils. Hardy suggereix que els professors de música cooperin per construir una gran biblioteca de préstecs de música i adquirir música econòmica a les vendes de garatges i a les botigues.

## Avaluació i estàndards
En algunes circumstàncies, com ara els exàmens, s'avalua la capacitat d'un alumne per llegir a la vista presentant a l'alumne una peça musical curta, amb un temps assignat per revisar la música, i després comprovar-ne la precisió. Una prova més difícil requereix que l'estudiant realitzi sense cap tipus de preparació.
L' avaluació a Washington de l'aprenentatge dels estudiants ha pilotat una avaluació basada en l'aula que requereix que els estudiants de 5è i superior cursin a la vista cantar o interpretar en instruments a partir de partitures que han escrit. Es suggereix que els estudiants utilitzin sistemes de solfeig o numeració o digitació sense instruments com a ajuts. S'espera que els alumnes de 8è cantin a la vista: "Se'ls demana als estudiants que facin un exercici de cant a la vista de quatre mesures de música. Els estudiants s'avaluaran sobre la seva comprensió del ritme i el ritme constant i la seva capacitat per actuar en la clau designada amb canvis d'interval precisos, acappella."
L'avaluació estàndard de la lectura de la vista (SASR) és un mètode d'avaluació de la lectura a la vista no subjectiva. Es va crear amb una plataforma científica / electrònica per assegurar un enfocament no subjectiu per classificar i administrar aquesta prova. Consta de diversos milers de peces musicals de més de 80 nivells de dificultat graduats que han estat revisats per 135 professors i estudiants per determinar els nivells de dificultat correctes. Les seves puntuacions es van fer una mitjana electrònica per tal d'assegurar un enfocament científic per graduar els nivells de dificultat de la música. 